# Boris Andreevič Golicyn
Boris Andreevič Golicyn, in russo Борис Андреевич Голицын? (15 maggio 1766 – 30 marzo 1822), è stato un ufficiale russo.

## Biografia
Era il figlio di Andrej Michajlovič Golicyn (1729-1770), e di sua moglie, la principessa Elizaveta Borisovna Jusupova (1743-1770). Fu chiamato in onore del nonno, il principe Boris Grigor'evič Jusupov. Era il nipote di Michail Michajlovič Golicyn.

## Carriera
Nel 1779 entrò nel Reggimento Preobraženskij e nel 1783 venne promosso al grado di guardiamarina. Ha combattuto contro gli svedesi, nel 1790, ed i polacchi, nel 1794, venendo promosso al grado di maggior generale. Il 28 novembre 1796 venne nominato Maresciallo di Corte di Sua Altezza Konstantin Pavlovič. Il 18 marzo 1798 venne promosso al grado di tenente generale. Si trasferì nel reggimento a cavallo il 27 novembre 1798. Si ritirò il 5 gennaio 1800.
Nel 1813 prese parte all'assedio di Danzica. Era un caro amico di Pëtr Ivanovič Bagration.

## Matrimonio
Nel 1790 sposò la principessa Anna di Georgia (1763—1842), nipote dell'ultimo re georgiano Bakar III di Kartli. Ebbero otto figli:
- Elizaveta Borisovna (1790-1870), sposò il principe Boris Alekseevič Kurakin, ebbero tre figli;
- Andrej Borisovič (1791-1861);
- Aleksandr Borisovič (1792-1865), sposò Anna Vasil'evna Lanskaja, ebbero una figlia;
- Nikolaj Borisovič (1794-1866);
- Sof'ja Borisovna (1795-1871), sposò Konstantin Markovič Poltorackij, ebbero un figlio;
- Tatiana Borisovna (1797—1869), sposò Aleksandr Michajlovič Potëmkin;
- Aleksandra Borisovna (1798—1876), sposò Sergej Ivanovič Meščerskij;
- Irina Borisovna (1800-1802).

## Morte
Morì il 30 marzo 1822 a causa di un ictus. Fu sepolto nel Monastero di Aleksandr Nevskij.